# マルコ・パヤチ
マルコ・パヤチ（Marko Pajač、1993年5月11日 - ）は、クロアチア・ザグレブ出身のサッカー選手。セリエA・ジェノアCFC所属。ポジションはMF。

## クラブ経歴
2011年に、現在は消滅したクラブであるNKヴァルテクス・ヴァラジュディンでプロデビュー。
2012年6月、NKロコモティヴァ・ザグレブに5年契約で移籍した。移籍後すぐにNKセスヴェテへと1シーズンのみ貸し出された。
2014年8月29日、ヴィデオトンFCに移籍したが、公式戦出場は1試合も無く、2015年7月にNKツェリェに加入した。
2016年7月2日、カリアリ・カルチョと3年契約を結んだ。8月21日、ジェノアCFCとの試合でセリエAデビューを果たし、26日、ベネヴェント・カルチョへの1シーズンのレンタルが決まった。ベネヴェントではリーグ戦で16試合に出場し、クラブ創設史上初のセリエA昇格に貢献した。
2017-18シーズンはペルージャ・カルチョにレンタルされた。
2018年6月27日、カリアリとの契約を2021年まで延長した。パヤチは冬の移籍市場開幕までクラブに残ったが、2019年1月31日にエンポリFCにレンタルした。
2019年8月20日、ジェノアCFCにレンタル移籍した。